# جمهوری دموکراتیک گرجستان
جمهوری دموکراتیک گرجستان (به گرجی: საქართველოს დემოკრატიული რესპუბლიკა Sakartvelos Demokratiuli Respublika) از ماه مه ۱۹۱۸ تا فوریه ۱۹۲۱ برقرار بود و اولین جمهوری گرجی بود. مرزهای آن با جمهوری مردمی کوبان، جمهوری کوهستانی قفقاز شمالی در شمال، امپراتوری عثمانی، و نخستین جمهوری ارمنستان در جنوب و همچنین جمهوری دموکراتیک آذربایجان در جنوب شرقی بود. گسترهٔ آن به‌طور تقریبی در حدود 107,600 km² بود (این مقدار امروزه در حدود ۶۹٬۹۰۰ کیلومتر مربع است) همچنین جمعیت تقریبی آن ۲٬۵ میلیون نفر بود.
پایتخت جمهوری دموکراتیک گرجستان شهر تفلیس و زبان رسمیِ آن گرجی بود. به دلیل جنگ و تعرض دائمی داخلی و خارجی، کشور جوان توان مقابله با ارتش سرخ شوروی را نداشت و نهایتاً در فوریه و مارس ۱۹۲۱ به جمهوری سوسیالیستی گرجستان شوروی مبدل گشت.